# Eucalyptus gomphocephala
Eucalyptus gomphocephala is een groenblijvende boom uit de mirtefamilie (Myrtaceae). De soort komt van nature voor in het zuidwesten van West-Australië. In Australië wordt hij doorgaans de tuart genoemd. Die naam is afkomstig van de plaatselijke Aborigines.

## Kenmerken
De tuart wordt tot 42 meter hoog.
De schors is grijs, vezelachtig en vasthoudend, en rijk aan tannine. De jonge blaadjes groeien tegenoverstaand in drie tot vier paren. Ze zijn 5-7 × 4-5 cm groot, breed lancetvormig, licht gelig-groen en gesteeld. De volwassen bladeren groeien verspreid. Ze zijn 17 × 2 cm groot, smal lancetvormig, sikkelvormig, homogeen gekleurd of lichter aan de onderkant, leerachtig en hebben een stengel. De nervatuur is matig opvallend. De zijnerven liggen in een hoek van 30 à 45° tot de middennerf.
De tuart bloeit van januari tot maart (soms september) en produceert dan grote hoeveelheden nectar. De bloemknoppen zijn 20-25 × 12-15 mm groot en zittend. De bloem staat op een 20 tot 35 mm lange stengel. Ze heeft een okselstandig drie- tot zevenbloemig scherm. Het operculum is halfrond tot stomp kegelvormig en breder maar even lang dan de klokvormige bloembodem.
De boom produceert slechts met lange tussenperioden zaden. De vrucht is zittend en 13-20 × 11-15 mm groot. Ze is klokvormig of ietwat langwerpig.

## Habitat
De tuart groeit van nature in het zuidwesten van West-Australië, op zeeniveau in zanderige leemgronden die over een kalkstenen ondergrond langs de kust liggen. De habitat is beperkt van 200 kilometer ten zuiden tot 200 kilometer ten noorden van Perth. Het nationaal park Tuart Forest beschermt het laatst resterende intacte tuartbos.

## Taxonomie
De boom werd voor het eerst beschreven door Augustin Pyramus de Candolle in 1828 in het derde deel van diens Prodromus Systematis Naturalis Regni Vegetabilis.
Er werd ook een E. gomphocephala var. rhodoxylon beschreven door Blakely en Steedman. Deze boom wordt tot 24 meter hoog en verschilt van de soort door de kleur van het hout dat dieprood is.
De Nyungah Aborigines hadden verschillende namen voor de boom: Morrol, Duart, Mooarn, Moorun, Mouarn, Tuart en Tooart.

## Gebruik
De Nyungah gebruikten de gom van de boom als een mild verdovingsmiddel. Grote stukken werden als tandvulmiddel bij cariës gebruikt. De bladeren werden tot een antibacteriële pap geplet. Ze werden ook gebruikt in stoomputten of verkreukeld en onder de neus gehouden. De schors werd gebruikt om schuilplaatsen te bedekken.

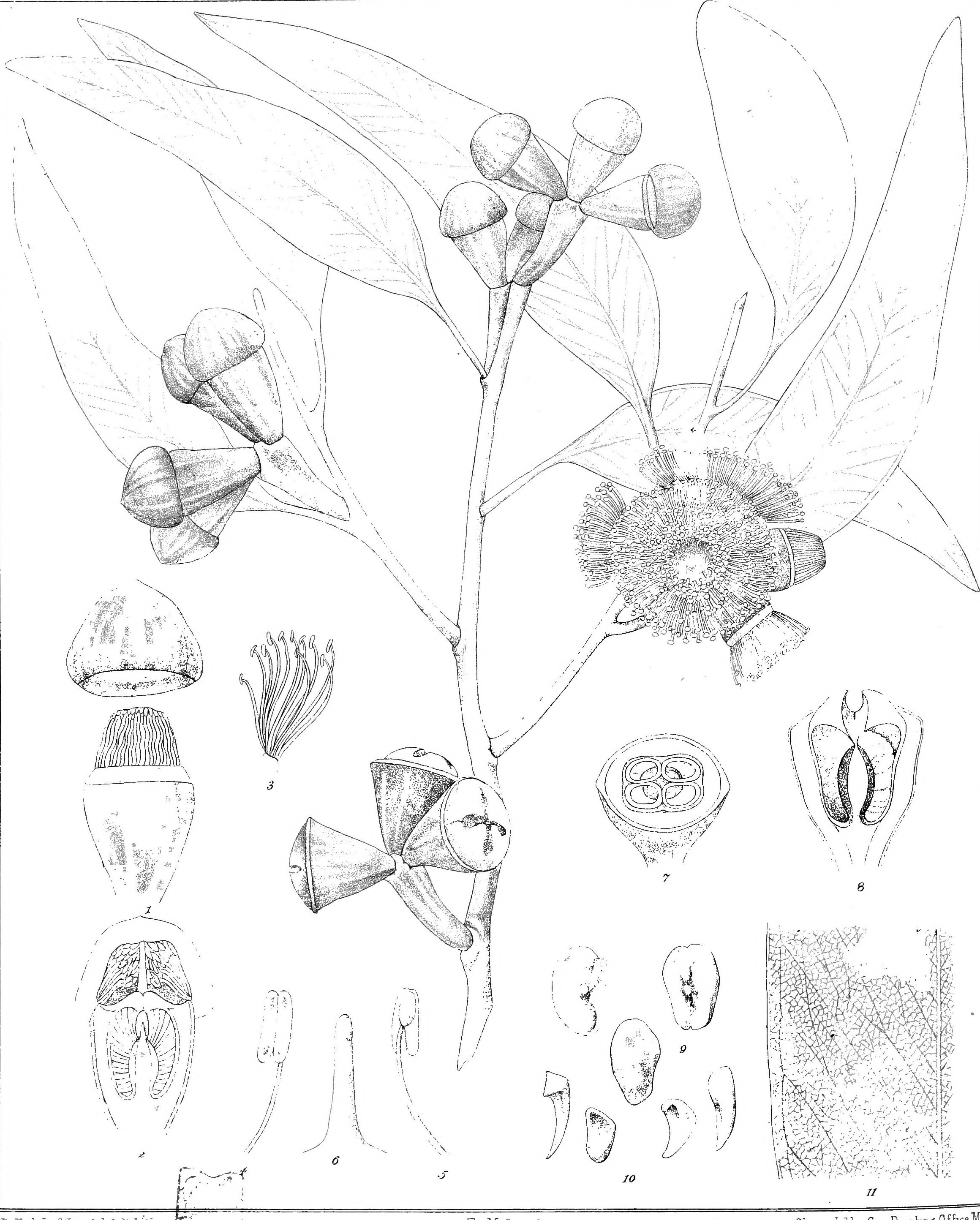
beschrijving
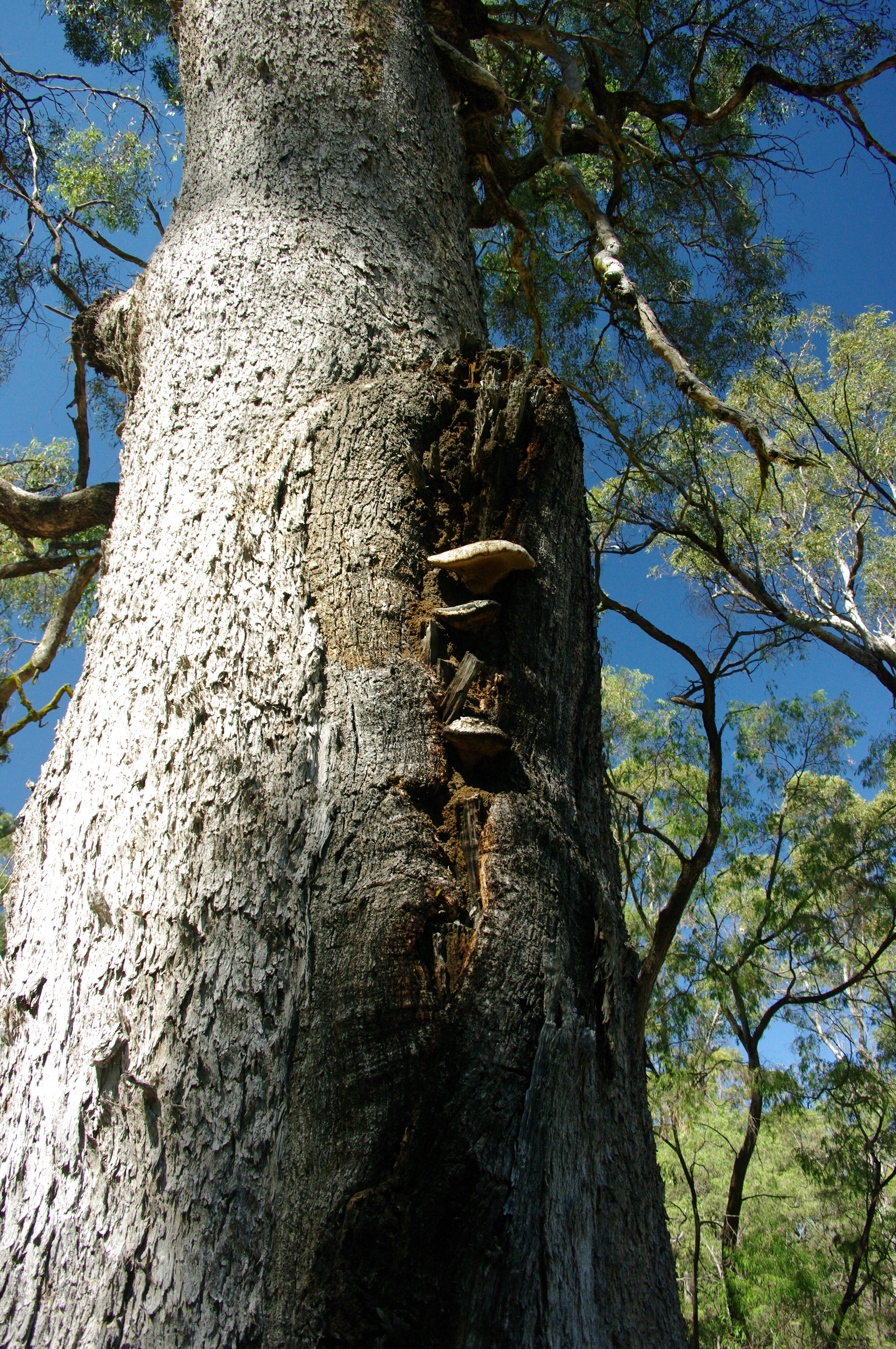
stam
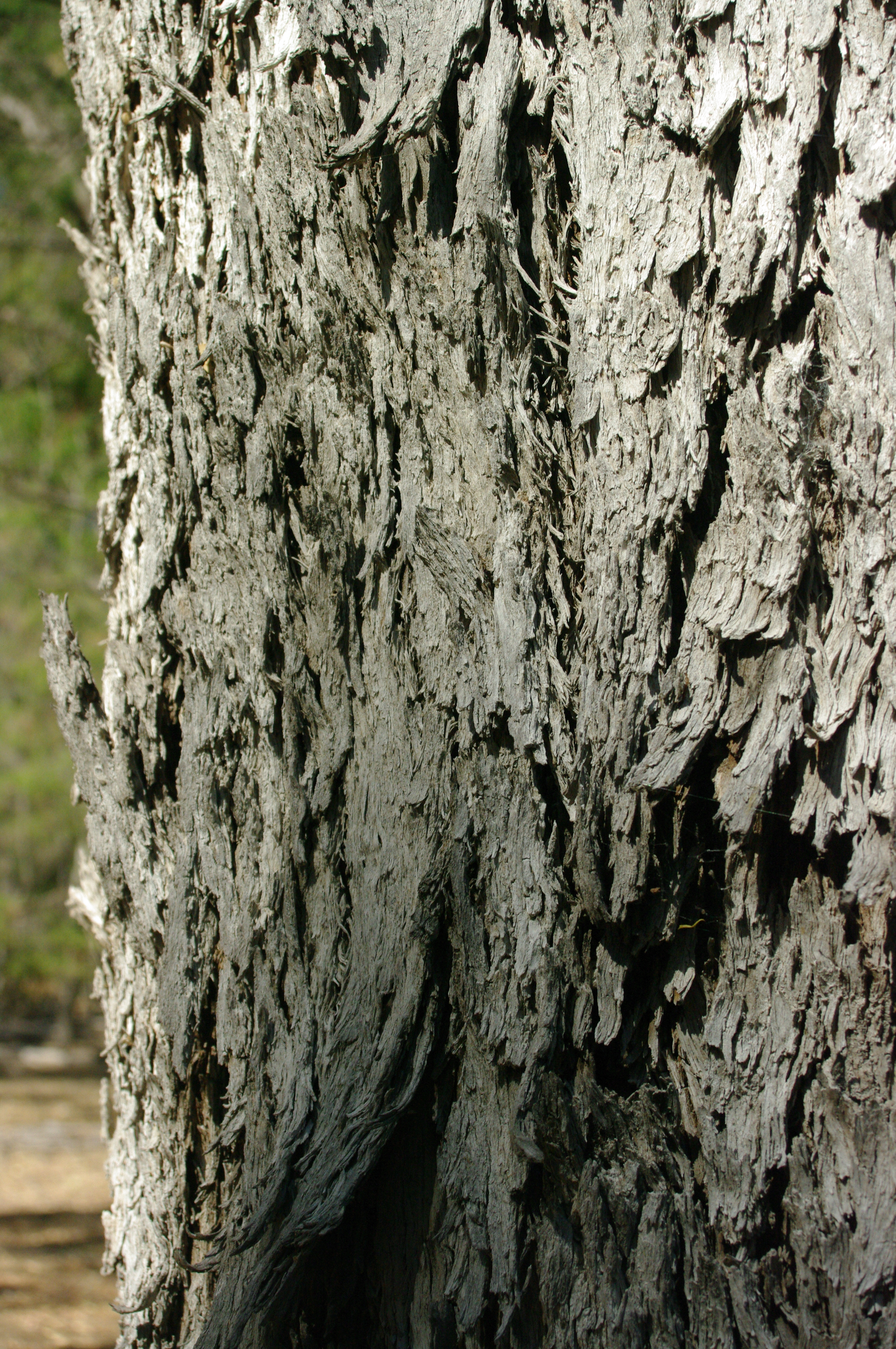
schors
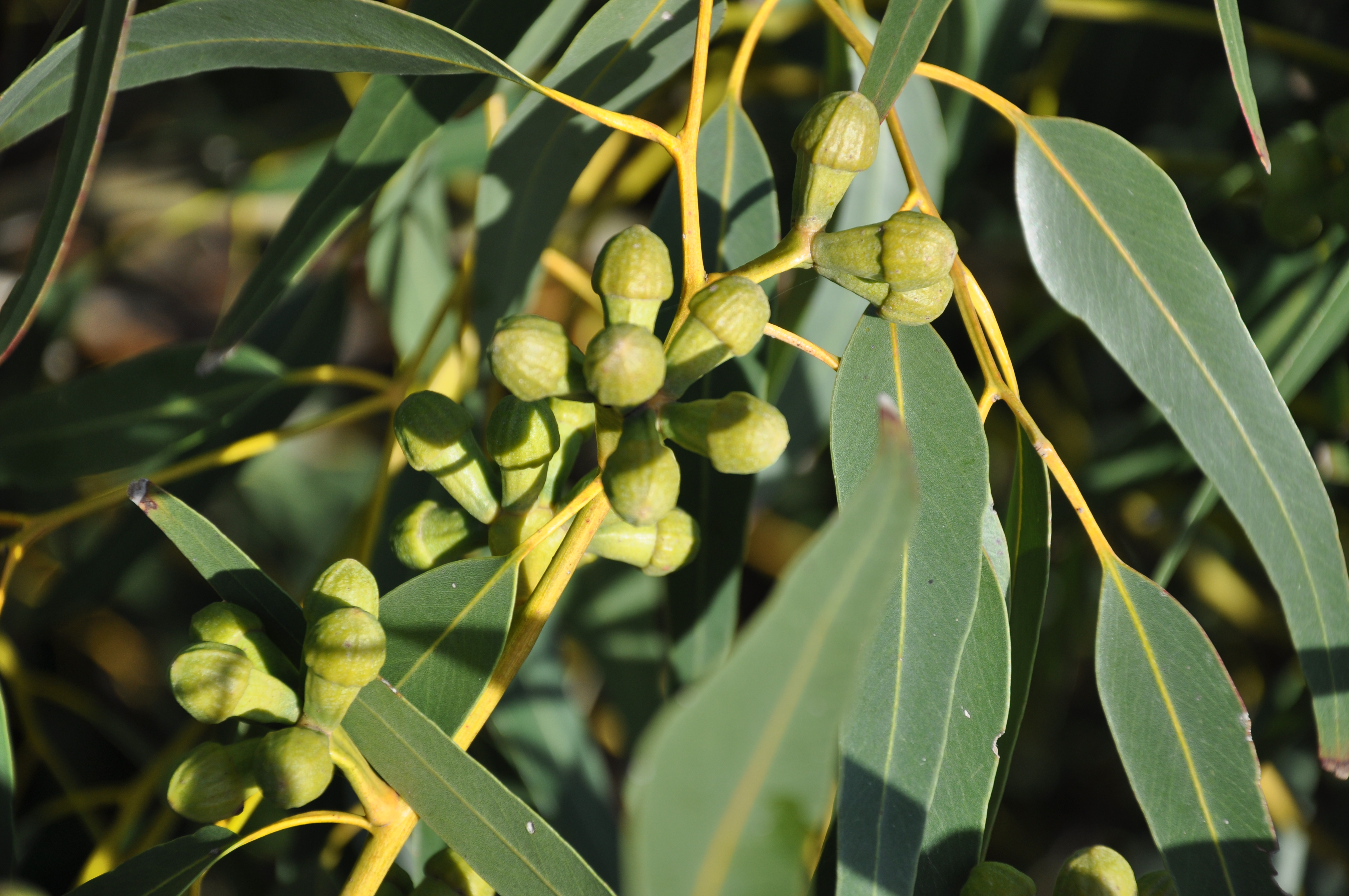
bloemknoppen
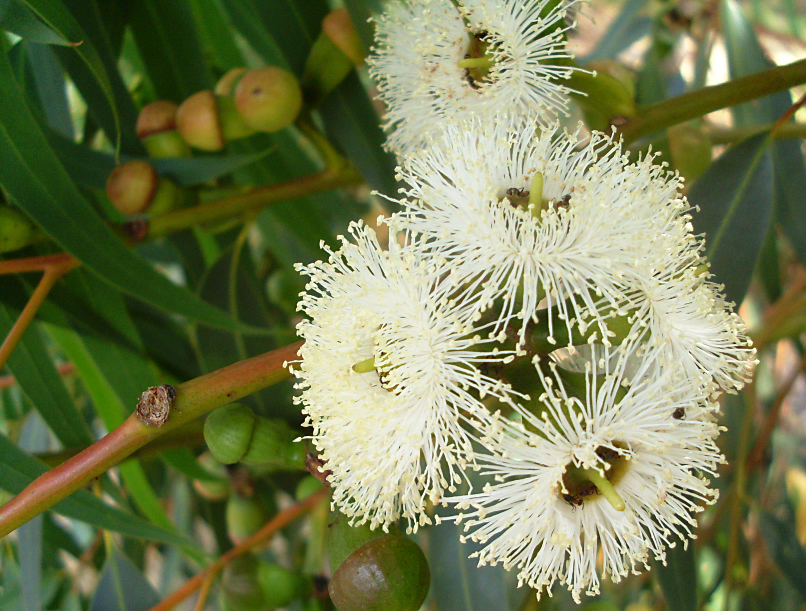
bloesem
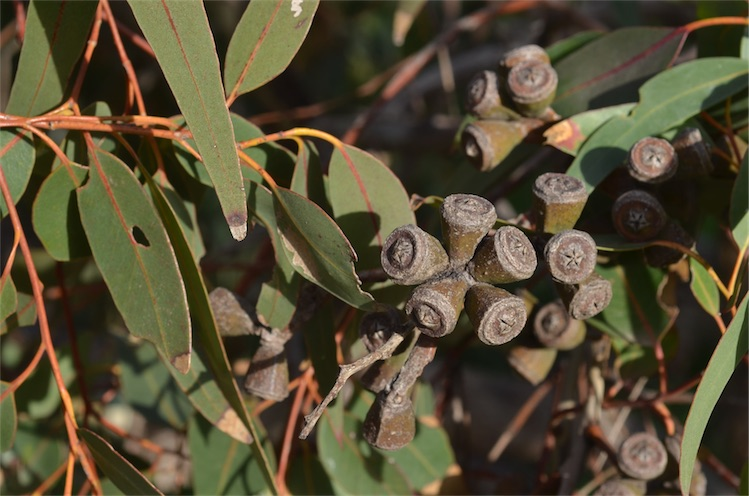
vruchten

... · 
E. brevistylis · 
E. camaldulensis · 
E. diversicolor (Karri) · 
E. erythrocorys · 
E. eudesmioides · 
E. globulus (Blauwe gomboom) · 
E. gomphocephala · 
E. guilfoylei · 
E. gunnii (Cidergomboom) · 
E. jacksonii · 
E. loxophleba · 
E. marginata (Jarrah) · 
E. rudis · 
E. viminalis (Suikereucalyptus) · 
E. wandoo (Wandoo) · 
...